# Bulbophyllum roseopunctatum
Bulbophyllum roseopunctatum är en orkidéart som beskrevs av Rudolf Schlechter. Bulbophyllum roseopunctatum ingår i släktet Bulbophyllum och familjen orkidéer. Inga underarter finns listade i Catalogue of Life.